# Lumină
Pentru alte sensuri vedeți Lumina (dezambiguizare).

O prismă triunghiulară care dispersează un fascicul de lumină albă. Lungimile de undă mai lungi (roșu) și lungimile de undă mai scurte (albastru) sunt separate.

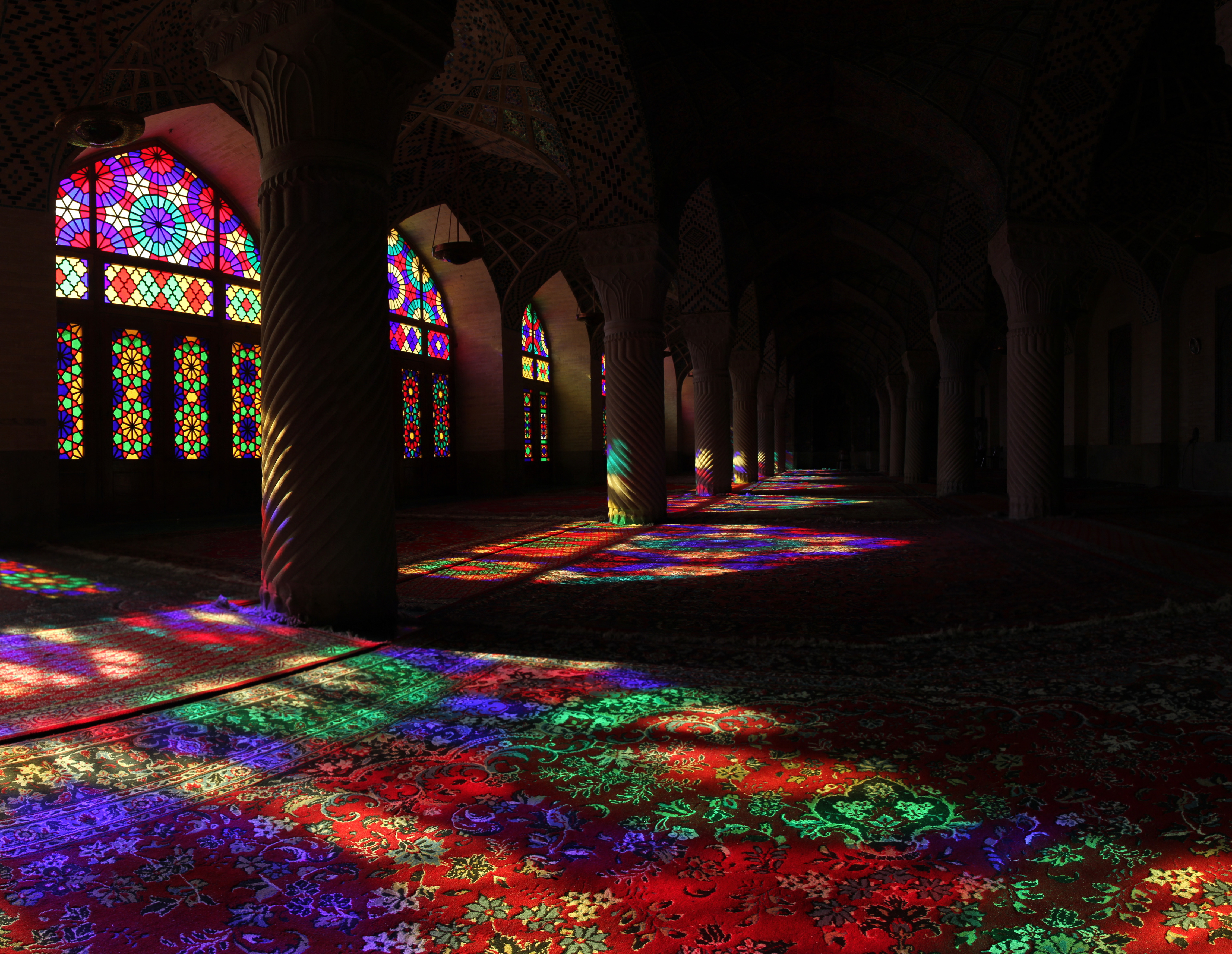
Moschea Nasir-ol-Molk are geamuri din sticlă colorată care, atunci când lumina trece prin ele, produce culori minunate și se reflectă pe covoare

Lumina (din latină lumina) sau lumina vizibilă este radiația electromagnetică din porțiunea spectrului electromagnetic care poate fi percepută de ochiul uman. Lumina vizibilă este de obicei definită ca având lungimi de undă cuprinse între 400-700 nanometri (nm) sau 4,00 × 10−7 până la 7,00 × 10−7 m, între infraroșu (cu lungimi de undă mai lungi) și ultraviolet (cu lungimi de undă mai scurte). Această lungime de undă înseamnă un interval de frecvență de aproximativ 430–750 terahertz (THz).
Principala sursă de lumină pe Pământ este Soarele. Lumina solară furnizează energia pe care o folosesc plantele verzi pentru a crea zaharuri mai ales sub formă de amidon, care la rândul său eliberează energie în viețuitoarele care digeră plantele. Acest proces de fotosinteză oferă aproape toată energia folosită de ființele vii. Istoric, o altă sursă importantă de lumină pentru oameni a fost focul, de la focuri de tabără antice până la lămpi moderne cu kerosen. Odată cu dezvoltarea luminii electrice și a sistemelor de alimentare, iluminatul electric a înlocuit eficient lumina de foc. Unele specii de animale generează propria lor lumină, un proces numit bioluminiscență. De exemplu, licuricii folosesc lumina pentru a localiza perechea, iar calamarii vampiri o folosesc pentru a se ascunde de pradă.
Proprietățile primare ale luminii vizibile sunt intensitatea, direcția de propagare, frecvența sau spectrul lungimii de undă și polarizarea, în timp ce viteza sa într-un vid, 299.792.458 metri/secundă, este una dintre constantele fundamentale ale naturii. Lumina vizibilă, ca și în cazul tuturor tipurilor de radiații electromagnetice (EMR), s-a găsit experimental că se mișcă mereu cu această viteză în vid.
În fizică, termenul lumină se referă uneori la radiații electromagnetice de orice lungime de undă, indiferent dacă sunt vizibile sau nu. În acest sens, razele gamma, razele-X, microundele și undele radio sunt, de asemenea, lumină. Ca toate tipurile de lumină, lumina vizibilă este emisă și absorbită în mici „pachete” numite fotoni și prezintă proprietăți atât ale undelor cât și ale particulelor. 
Când o undă de lumină este transformată și absorbită ca un foton, energia undei se prăbușește instantaneu într-un singur loc, iar acest loc este locul unde fotonul „ajunge”. Aceasta este ceea ce se numește colapsul funcției de undă. Această natură duală a lumină atât ca undă cât și ca particulă este cunoscută sub numele de dualismul undă-particulă. Studiul luminii, cunoscut sub numele de optică, este un domeniu important de cercetare în fizica modernă.

### Surse naturale

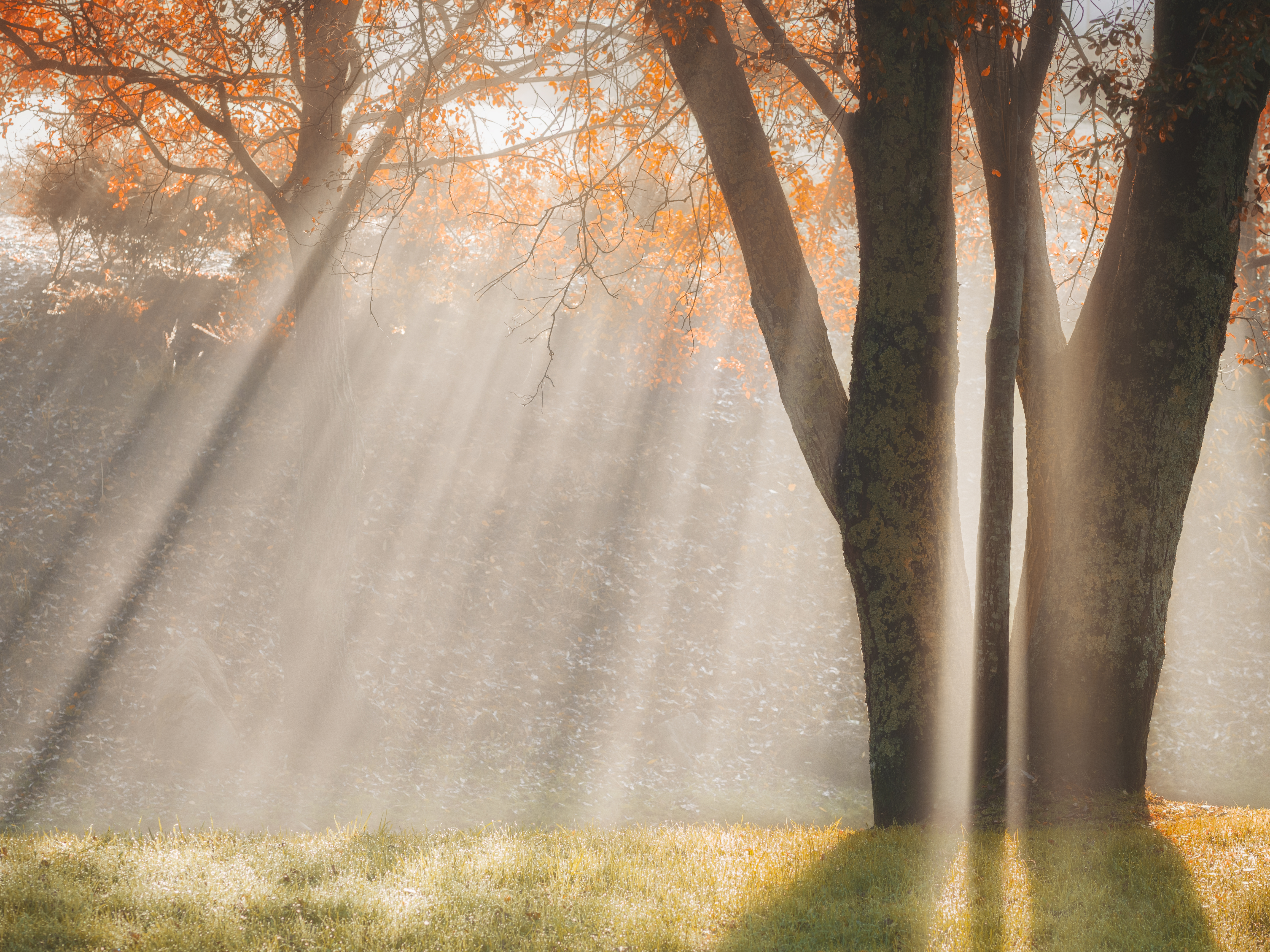
Raze solare care pătrund prin coronament

### Surse artificiale

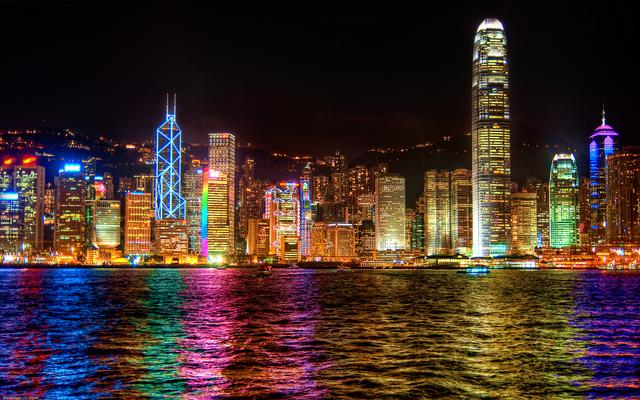
Hong Kong iluminat artificial

### Viteza luminii

Linia galbenă arată timpul necesar pentru ca lumina să parcurgă spațiul dintre Pământ și Lună, aproximativ 1,26 secunde.

### Spectrul electromagnetic

Spectrului electromagnetic cu porțiunea vizibilă evidențiată

### Refracție și reflexie

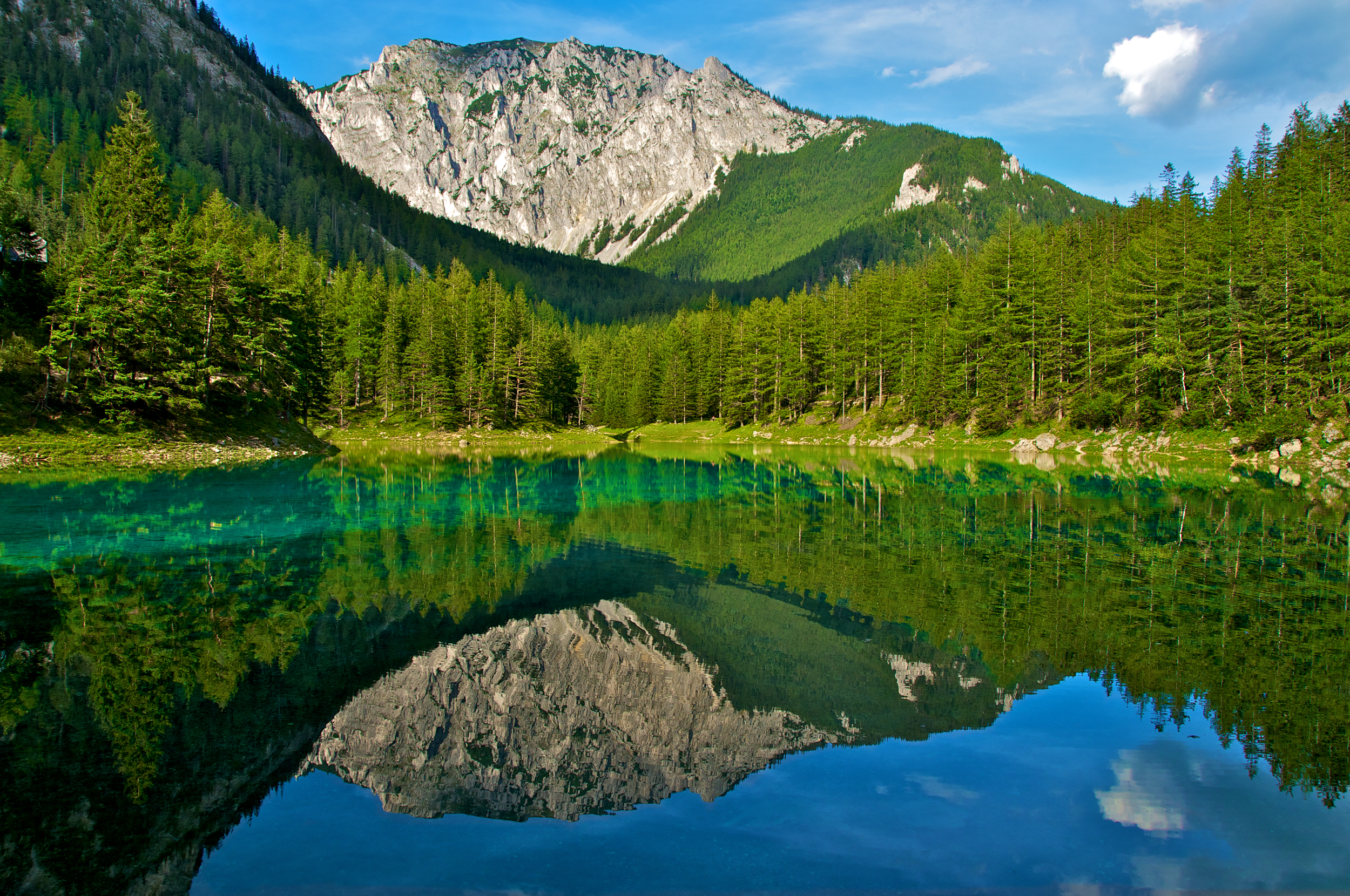
Reflexia muntelui și a pădurii în lac.

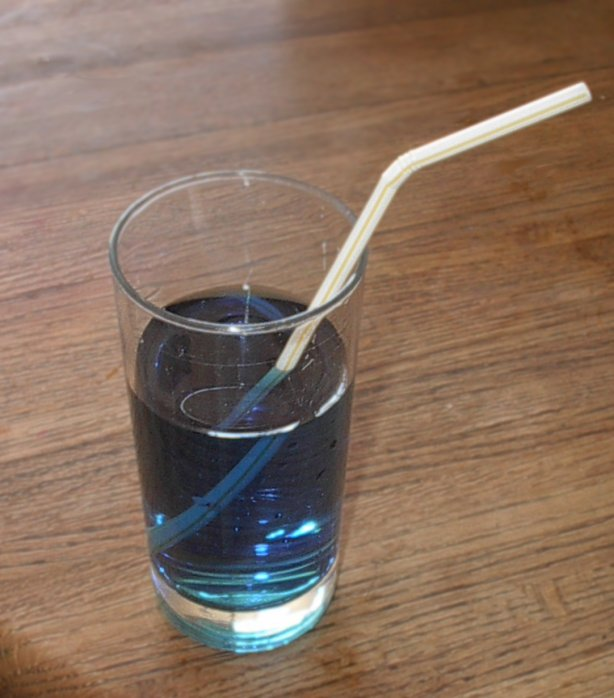
Un exemplu de refracție a luminii. Paiul pare rupt pe măsură ce trece din lichid în aer din cauza refracției luminii

### Propagare și difracție

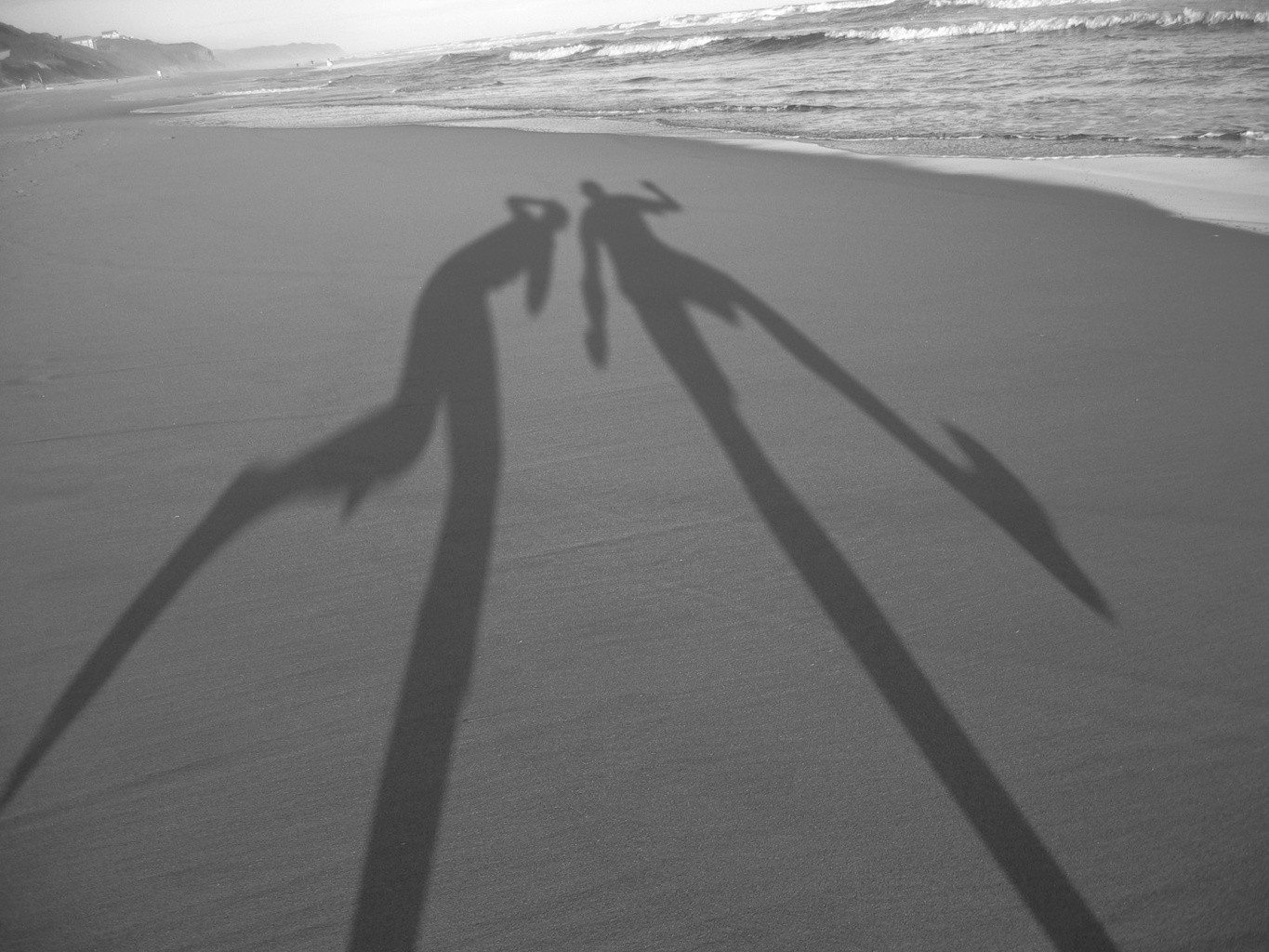
Umbre alungite pe o plajă.

### Grecia clasică și elenism

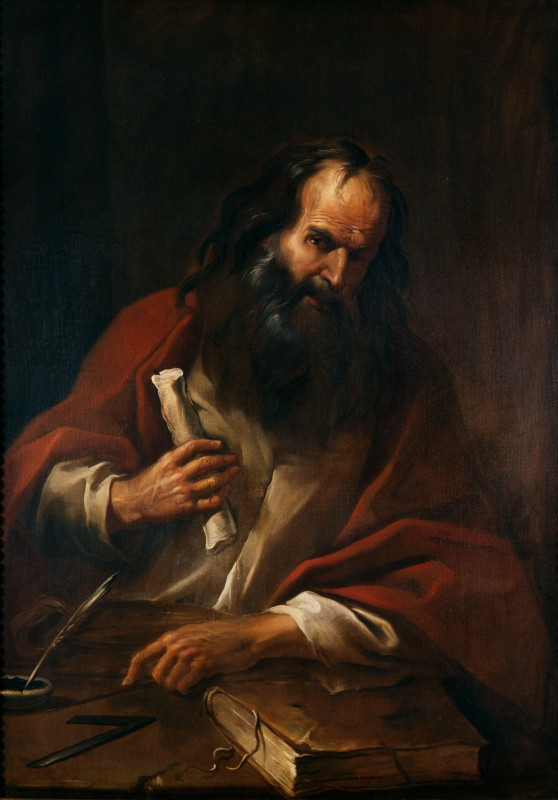
În jurul anului 300 î.Hr., Euclid a scris Optica, în care a descris proprietățile luminii

### Teoria particulelor

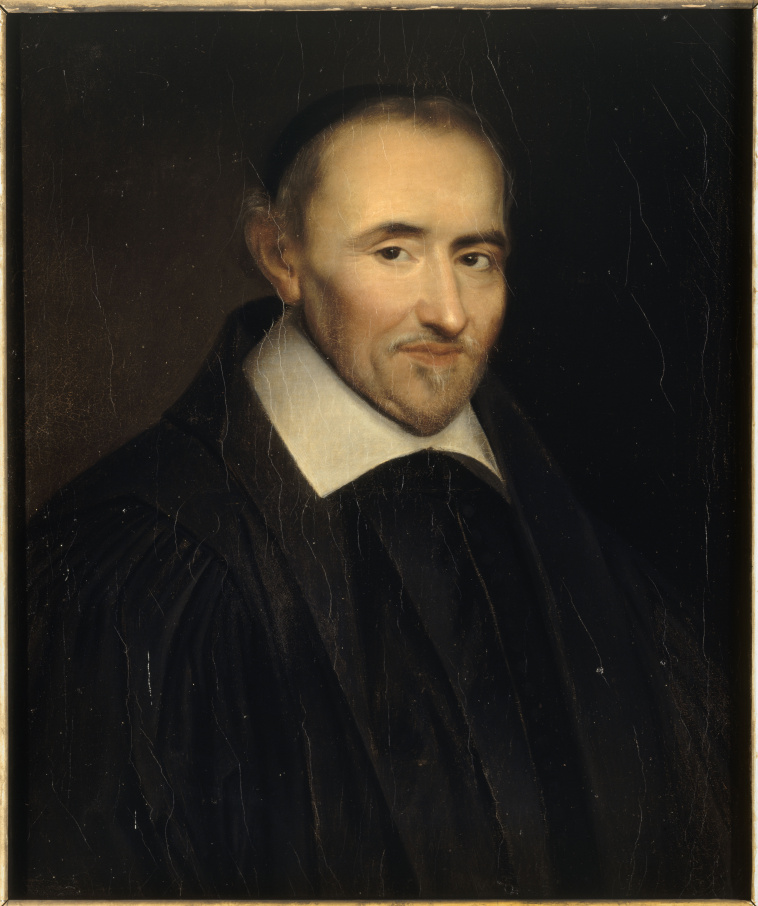
Pierre Gassendi.

### Teoria undelor

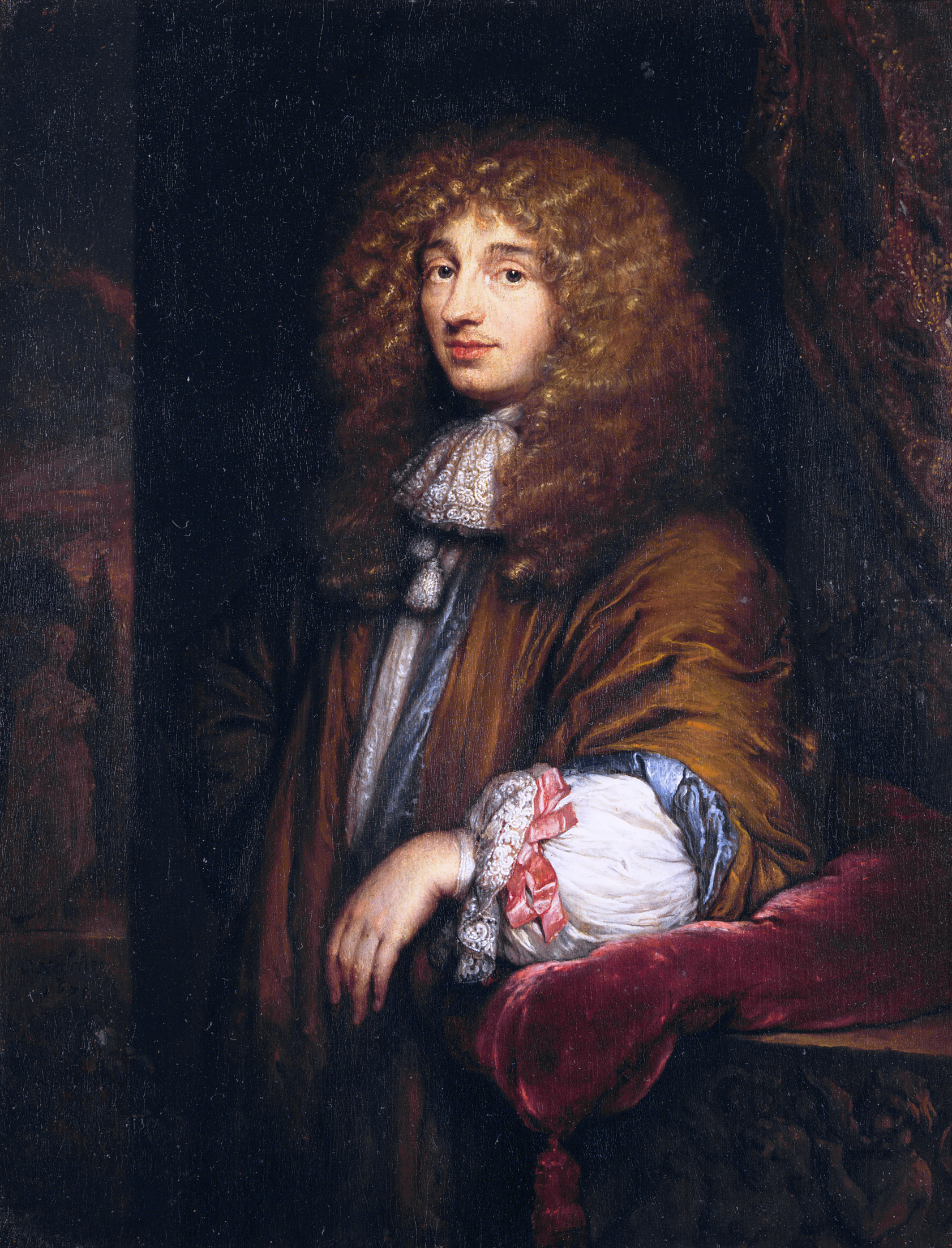
Christiaan Huygens.

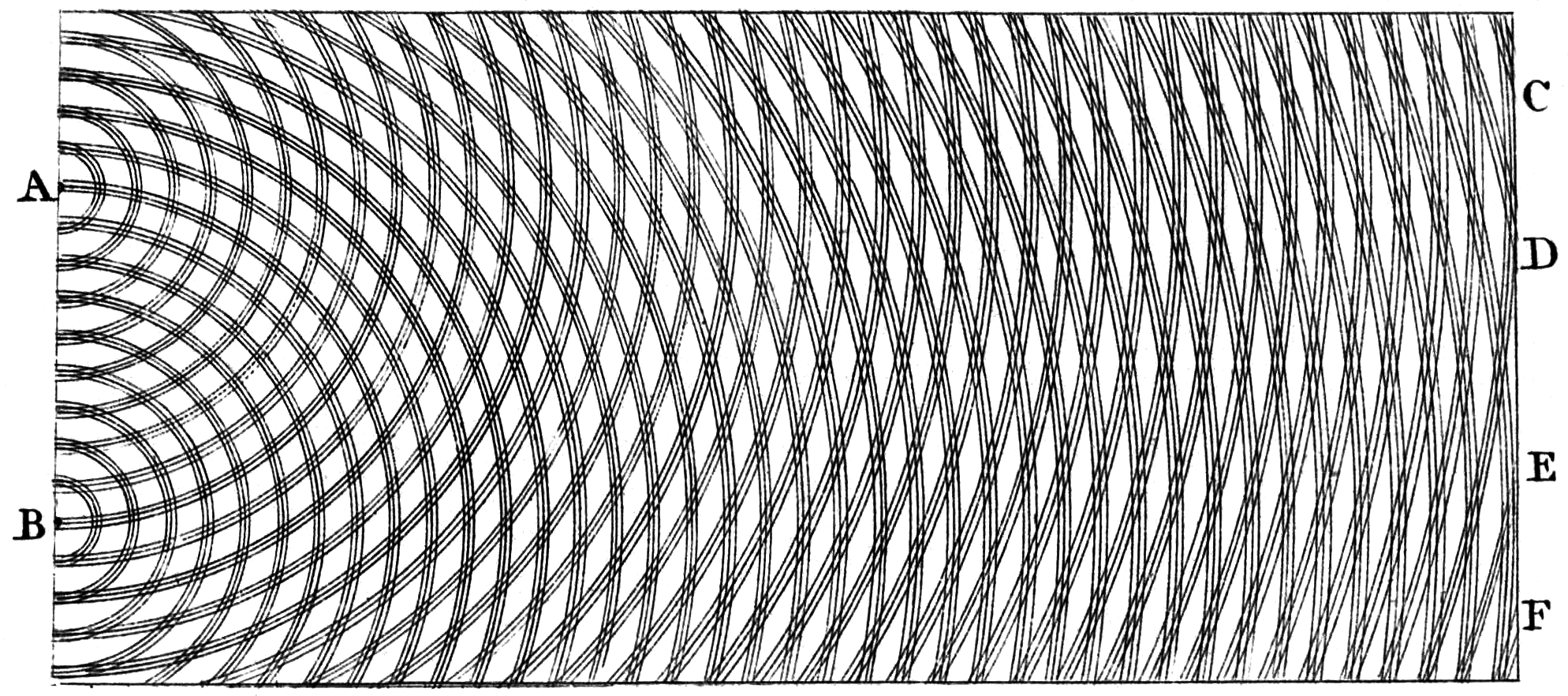
Schița lui Thomas Young a unui experiment cu dublă fantă care arată difracția. Experimentele lui Young au susținut teoria conform căreia lumina constă din unde.

### Teoria electromagnetică

James Clerk Maxwell

### Teoria cuantică

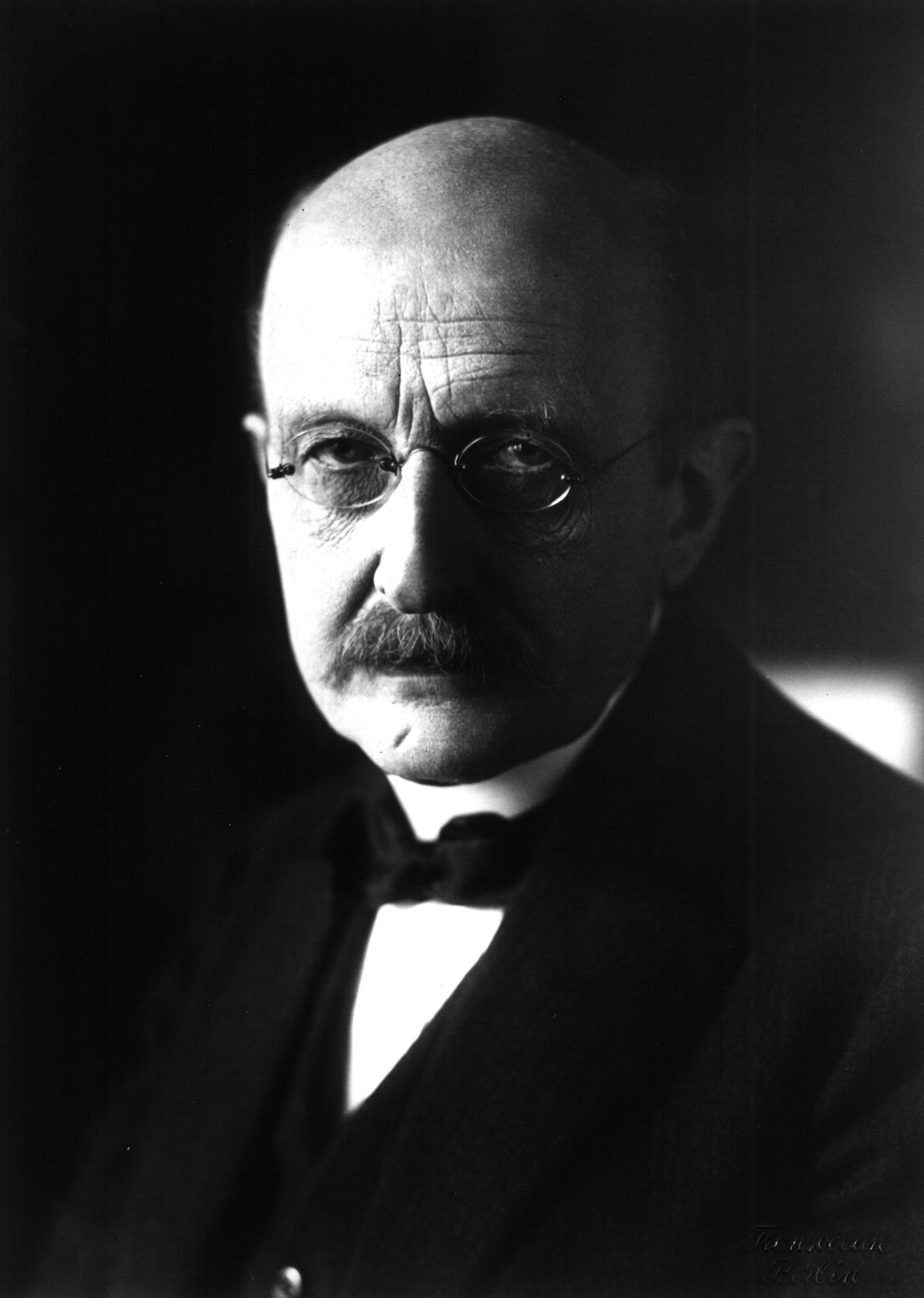
Max Planck este considerat părintele teoriei cuantice.

## Lumina în artă

Chemarea Sfântului Matei, de Caravaggio, 1599–1600, descrie momentul în care Iisus Hristos îl inspiră pe Matei să-l urmeze.

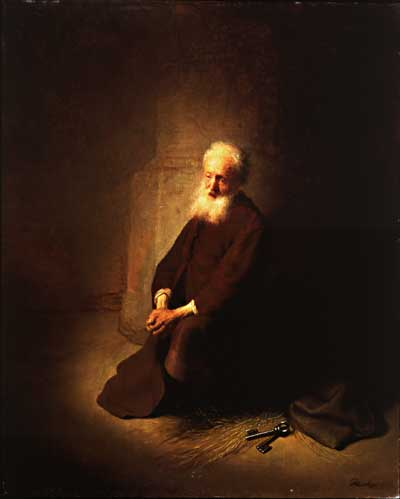
Sfântul Petru în închisoare, de Rembrandt, 1631
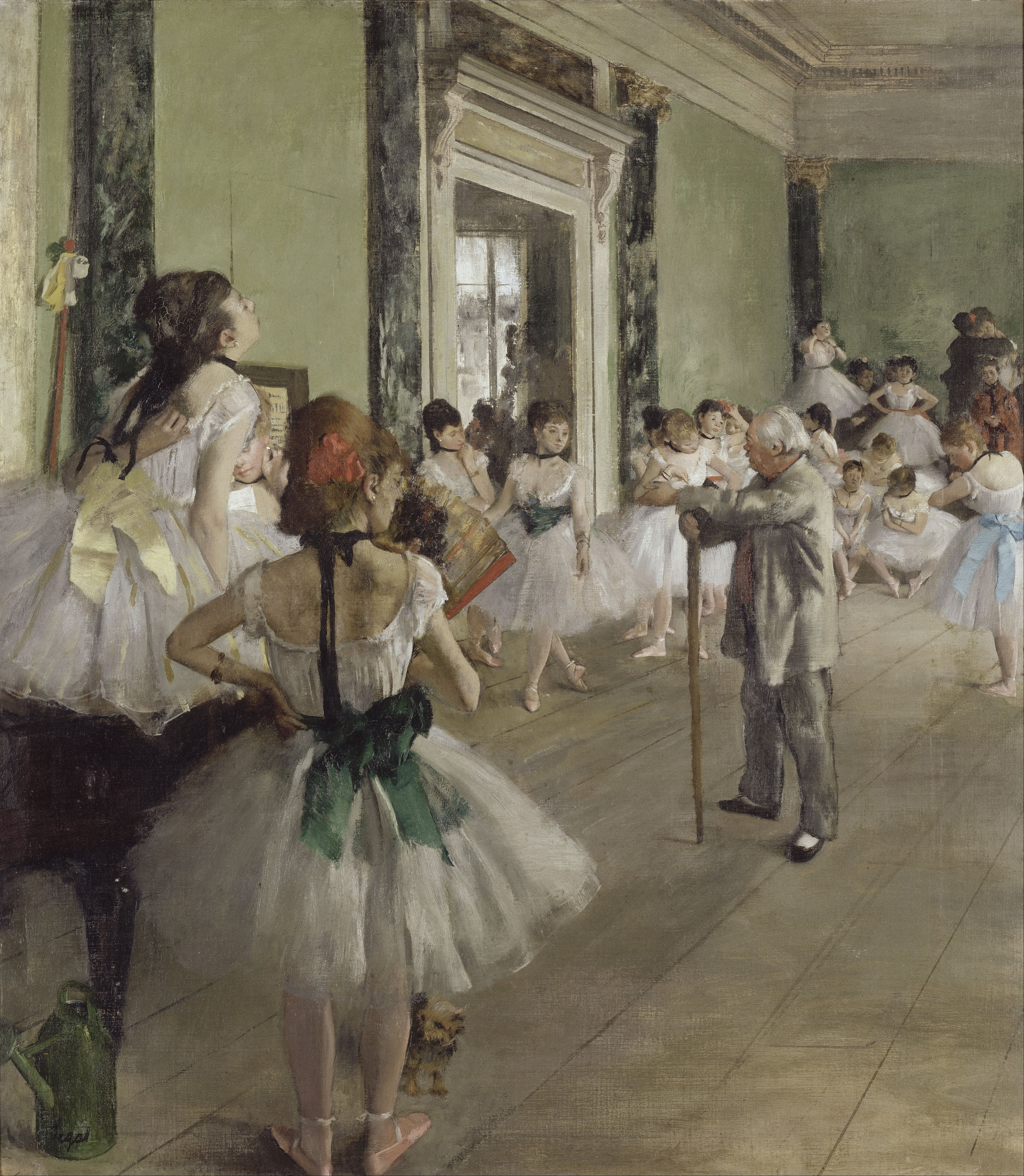
Clasa de dans, de Edgar Degas, 1871-1874
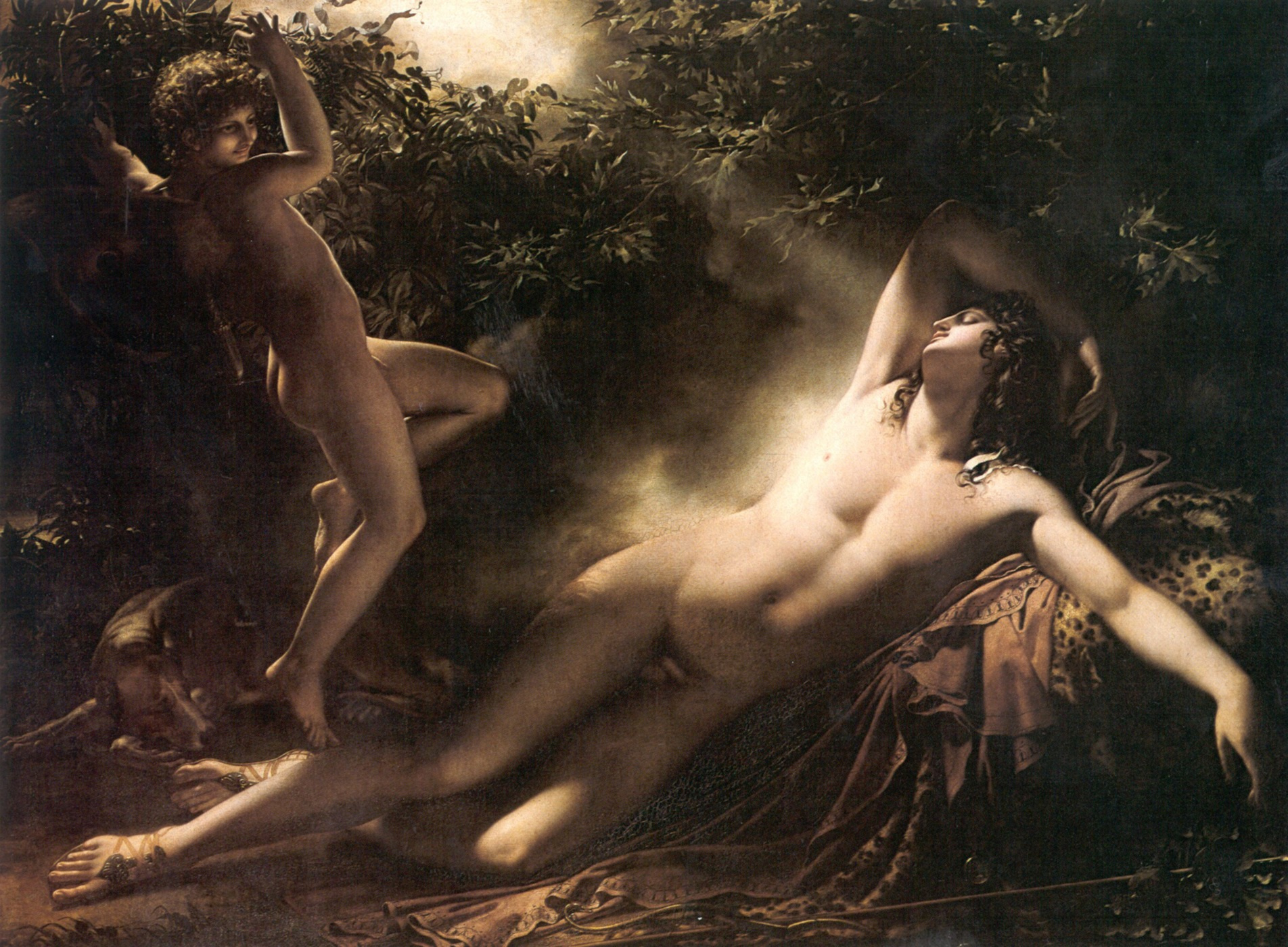
Visul lui Endymion, de Anne-Louis Girodet de Roussy-Trioson, 1791
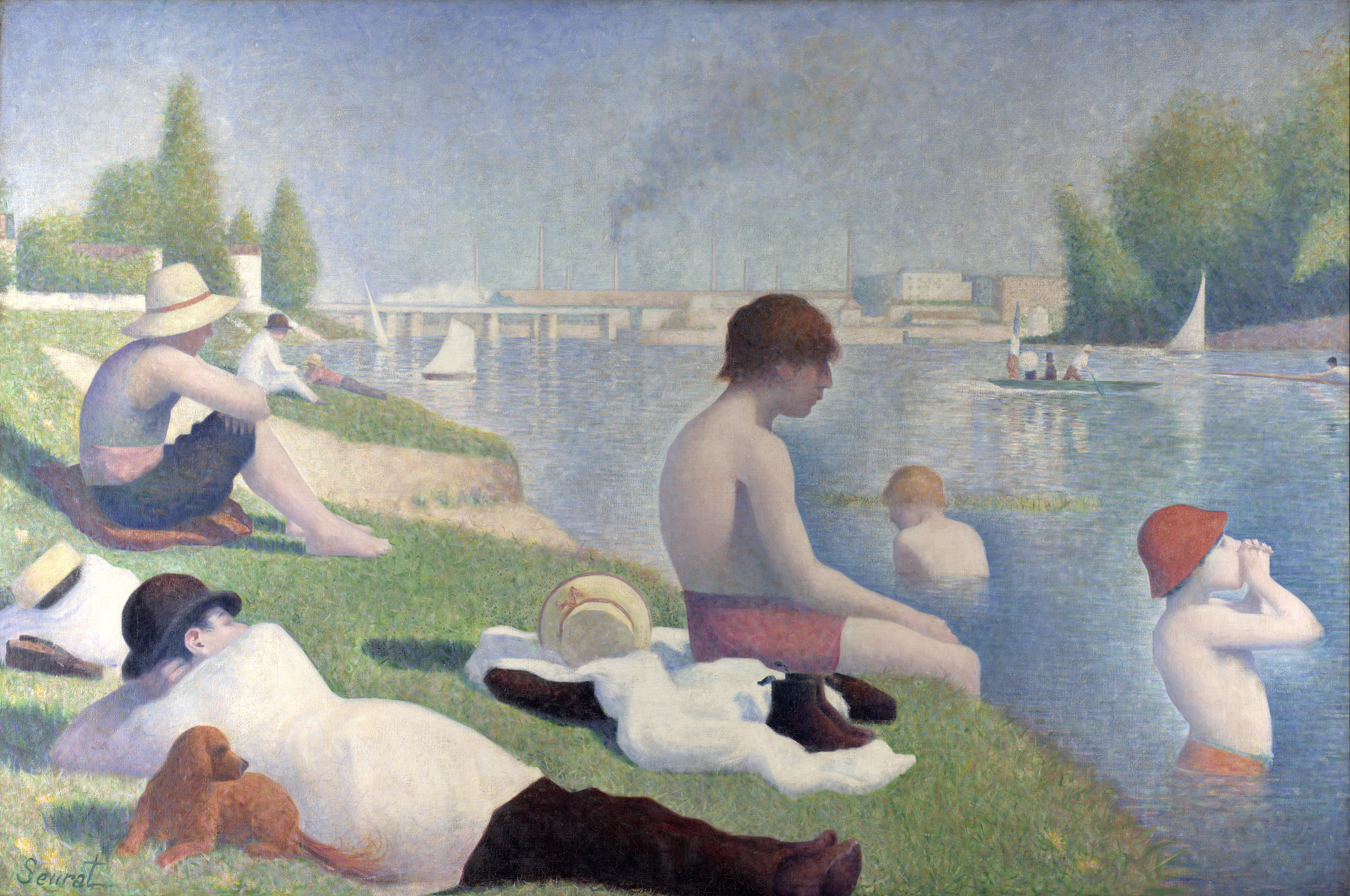
O baie în Asnières, de Georges Seurat, 1884-1886